# Appenzell Ausserrhoden
Appenzell Ausserrhoden (francouzsky Appenzell Rhodes-Extérieures, italsky Appenzello Esterno, rétorománsky Appenzell Dadora) je kanton na severovýchodě Švýcarska vzniklý rozdělením původně jednotného kantonu Appenzell na katolický polokanton Innerrhoden a protestantský polokanton Ausserrhoden. Od roku 1999 je postavení někdejších polokantonů stejné jako postavení kantonů, mají však pouze po jednom hlasu v Radě států. Kantonální ústava nedefinuje (jako u jediného kantonu) žádné hlavní město, metropolí kantonu a sídlem většiny institucí však je Herisau. Kanton sousedí s kantonem Appenzell Innerrhoden a kantonem St. Gallen.

## Geografie

Vrchol Säntisu

Appenzell Ausserrhoden sousedí s kantony Appenzell Innerrhoden a St. Gallen. Oba Appenzelly jsou zcela obklopeny kantonem St. Gallen.
Nejvyšší horou je Säntis (2502 m n. m.) v masivu Alpstein, kde se stýkají hranice tří kantonů Appenzell Innerrhoden, Appenzell Ausserrhoden a St. Gallen. Nejnižší bod se nachází v obci Lutzenberg ve výšce 430 m n. m. S rozlohou 242,86 km² je Appenzell Ausserrhoden čtvrtým nejmenším kantonem Švýcarska; menší jsou pouze kantony Appenzell Innerrhoden, Basilej-město a Zug.
Z celkové rozlohy kantonu je 11 945 hektarů využíváno jako zemědělská půda. V roce 2020 bylo 24,2 % zemědělské půdy obhospodařováno ekologicky 134 zemědělskými podniky.
Geografický střed kantonu Appenzell Ausserrhoden leží mimo jeho území, konkrétně v sousedním kantonu Appenzell Innerrhoden.

## Historie

Trogen (okolo roku 1830)

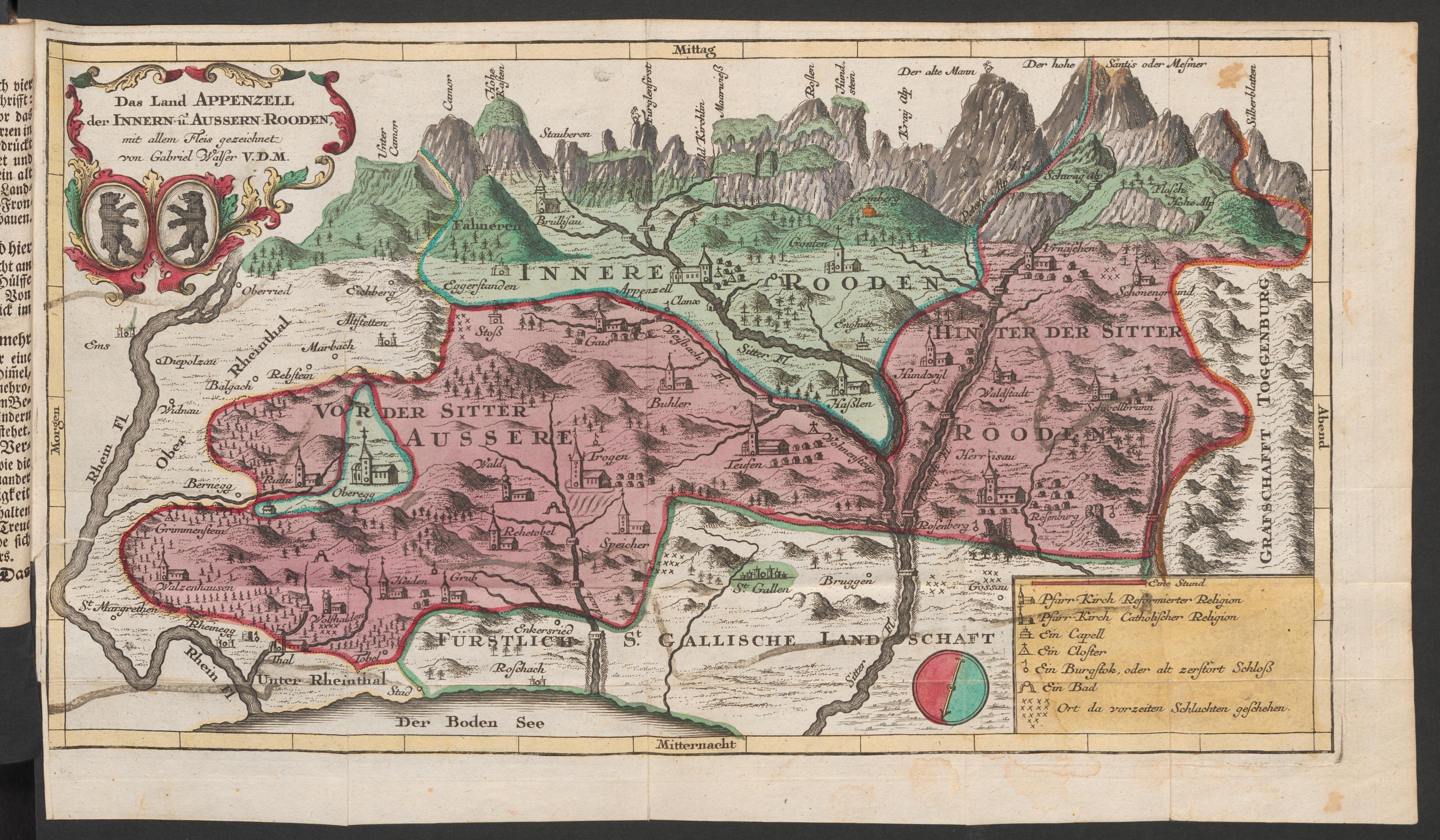
Historická mapa kantonu Appenzell

Původně jednotný kanton Appenzell byl v roce 1597 rozdělen na katolický Innerrhoden a reformovaný Ausserrhoden. Hlavním městem (s radnicí a šibenicí) pro Ausserrhoden se stal Trogen. Od 16. století vznikaly v různých obcích velké textilní manufaktury. V krizových letech 1920 až 1939 textilní průmysl upadal. Od roku 1749 se Ausserrhoden skládá z dvaceti obcí s devatenácti reformovanými farnostmi (Lutzenberg zůstává církevně spojen s obcí Thal). První liberální ústava byla přijata v roce 1834 a byla revidována v letech 1876 a 1908. V roce 1876 se Herisau stalo místem zasedání kantonální rady, sídlem vlády a důležitých správních úřadů. V letech 1875 až 1913 byly vybudovány různé železniční tratě. V roce 1910 bylo dosaženo dosud nejvyššího počtu obyvatel kantonu, a to 57 793 osob (1990: 52 229, 2022: 55 585). Johannes Baumann se v roce 1934 stal prvním spolkovým radním z Appenzellu. V roce 1974 bylo zavedeno volební právo žen na komunální úrovni a v roce 1989 bylo rozšířeno na kantonální úroveň. Na úrovni kantonů a obcí byla věková hranice pro voliče snížena na 18 let.
V roce 1994 byly do kantonální vlády poprvé v historii zvoleny dvě ženy. V roce 1995 byla přijata zcela přepracovaná kantonální ústava. Kantonální banku Appenzell Ausserrhoden (Appenzell-Ausserrhodische Kantonalbank) prodal prezident banky Hans-Rudolf Merz v roce 1996 Union Bank of Switzerland (UBS). V roce 1997 bylo v kantonu zrušeno Landsgemeinde (zemská shromáždění) a v roce 1998 se poprvé volila kantonální rada prostřednictvím volebních lístků. V roce 2002 se na základě fakultativního (namísto předchozího povinného) referenda zavedeného v roce 1997 poprvé hlasovalo o věcném záměru zákona. V roce 2015 došlo k reformě řízení státu.

## Obyvatelstvo
K 1. 1. 2022 v kantonu žilo 55 626 obyvatel. V roce 2007 zde žilo 6 959 cizinců, což je přibližně 13,22 % z celkového počtu obyvatel. Vzhledem k rozdělení Appenzellu tvoří většinu obyvatel (k roku 2000) protestanti (51 %) a římskokatolická menšina (31 %). Vývoj počtu obyvatel kantonu ukazuje následující tabulka:
| Rok            | 1850   | 1900   | 1950   | 1990   | 2020   |
| Počet obyvatel | 43 621 | 55 281 | 47 938 | 52 229 | 55 309 |

## Politika
Současná ústava kantonu Appenzell Ausserrhoden byla přijata zemským sněmem (Landsgemeinde) dne 30. dubna 1995 a po zrušení zemského sněmu v roce 1997 byla v klíčových bodech změněna.

### Kantonální rada
Zákonodárným orgánem je rada kantonu (německy Kantonsrat). Má 65 členů, kteří jsou voleni na čtyři roky ve volebních obvodech, odpovídajících jejich trvalému bydlišti. Každá obec v Ausserrhodenu má nárok na nejméně jedno místo v kantonální radě. Zbývající místa jsou rozdělena mezi obce podle počtu obyvatel. Ve většině obcí se volí podle většinového systému, ale obce mají pravomoc zavést poměrný volební systém. Tuto kompetenci zatím využilo pouze Herisau.

### Přímá demokracie
300 obyvatel oprávněných volit a být voleni může prostřednictvím lidové iniciativy navrhnout úplnou nebo částečnou revizi ústavy a přijetí, změnu nebo zrušení zákona.
Změny ústavy podléhají povinnému referendu; lidové iniciativy, které nejsou schváleny Kantonální radou v nezměněné podobě; změny zákona, pokud o to požádá jedna třetina přítomných kantonálních radních; a finanční rozhodnutí, která přesahují konečnou pravomoc Kantonální rady. Kromě toho musí být zákony a státní smlouvy legislativní povahy podrobeny referendu, pokud o to požádá 300 voličů (fakultativní referendum).
Zvláštností Appenzellu je oblíbená diskuse: Každý obyvatel kantonu může kantonální radě předložit písemné návrhy týkající se otázek, které jsou předmětem povinného nebo nepovinného referenda, a osobně je před radou odůvodnit v souladu s jednacím řádem.

### Landsgemeinde

Landsgemeinde v Hundwilu (1949)

Až do jeho zrušení v roce 1997 (kdy se o něm rozhodovalo v referendu) se o všech kantonálních hlasováních a volbách rozhodovalo na zemském sněmu (Landsgemeinde), který se konal každoročně poslední dubnovou neděli. Konal se střídavě v sudých letech v Trogenu a v lichých letech v Hundwilu. Mimořádné sněmy se konaly v místě posledního řádného Landsgemeinde a v 18. století také v „neutrálním“ Teufenu. Do roku 1876 se za neúčast na zemském sněmu ukládala pokuta.
Voliči se shromáždili na náměstí v „kruhu“, zatímco kantonální vláda stála na „židli“ (jakési dřevěné pódium). Kruh byl označen zátarasem tvořeným silným provazem, který drželi vojáci takzvaného Landsgemeindewache, patřící do appenzellské jednotky. „Příruční zbraň“, slavnostní meč, který se dědil v rodině nebo byl darován při dosažení plnoletosti, byl považován za hlasovací kartu, která opravňovala ke vstupu na sněm. Ti, kteří nevlastnili meč, si mohli jako volební průkaz vzít také vojenský bajonet. Teprve po přijetí kantonálního volebního práva žen v roce 1989 začal platit pro ženy tištěný volební průkaz.
Na začátku sněmu zazpíval lid a vláda píseň Appenzeller Landsgemeindelied („Óda na Boha“ od Caroline Rudolphi, hudba Johann Heinrich Tobler). Poté následovala přísaha vlády a voličů a poté se hlasovalo o volebních a věcných záležitostech.
Hlasování probíhalo tak, že členové vlády zvedli jednu ruku a poté se počítalo (vizuálně se porovnával počet zvednutých rukou z předsednického místa). V případě nejasného výsledku se většina zopakovala, a pokud byly hlasy stále téměř stejné, byli k předsedajícímu povoláni tři vedoucí představitelé komunity, aby pomohli s většinou. Rozhodnutí nyní početně silnější kantonální vlády získalo definitivní platnost.
Při volbách se musela jména osob navržených ke zvolení hlasitě vykřikovat. Pochopená jména vzal předseda sněmu (Landsweibel) na vědomí a požádal o další návrhy. Místo oficiálně navržených kandidátů tak byli opakovaně zvoleni poměrně neznámí místní politici.
Na Landsgemeinde v Ausserrhodenu se nevedla žádná volná debata, takže slavnostní sněmy obvykle končily po 60 až 90 minutách.
Erich Langjahr natočil dokumentární film Männer im Ring (Muži v kruhu) o posledním „mužském zemském sněmu“ v roce 1989 v Hundwilu, na kterém bylo přijato volební právo žen v kantonu.

### Vláda
Nejvyšším řídícím, plánovacím a výkonným orgánem je Rada vlády (Regierungsrat). Od poloviny roku 2015 se skládá z pěti vládních radních na plný úvazek, kteří jsou voleni občany většinovým hlasováním na čtyřleté funkční období. Předsedou vládní rady je Landammann, který je volen občany na dva roky.

## Administrativní členění

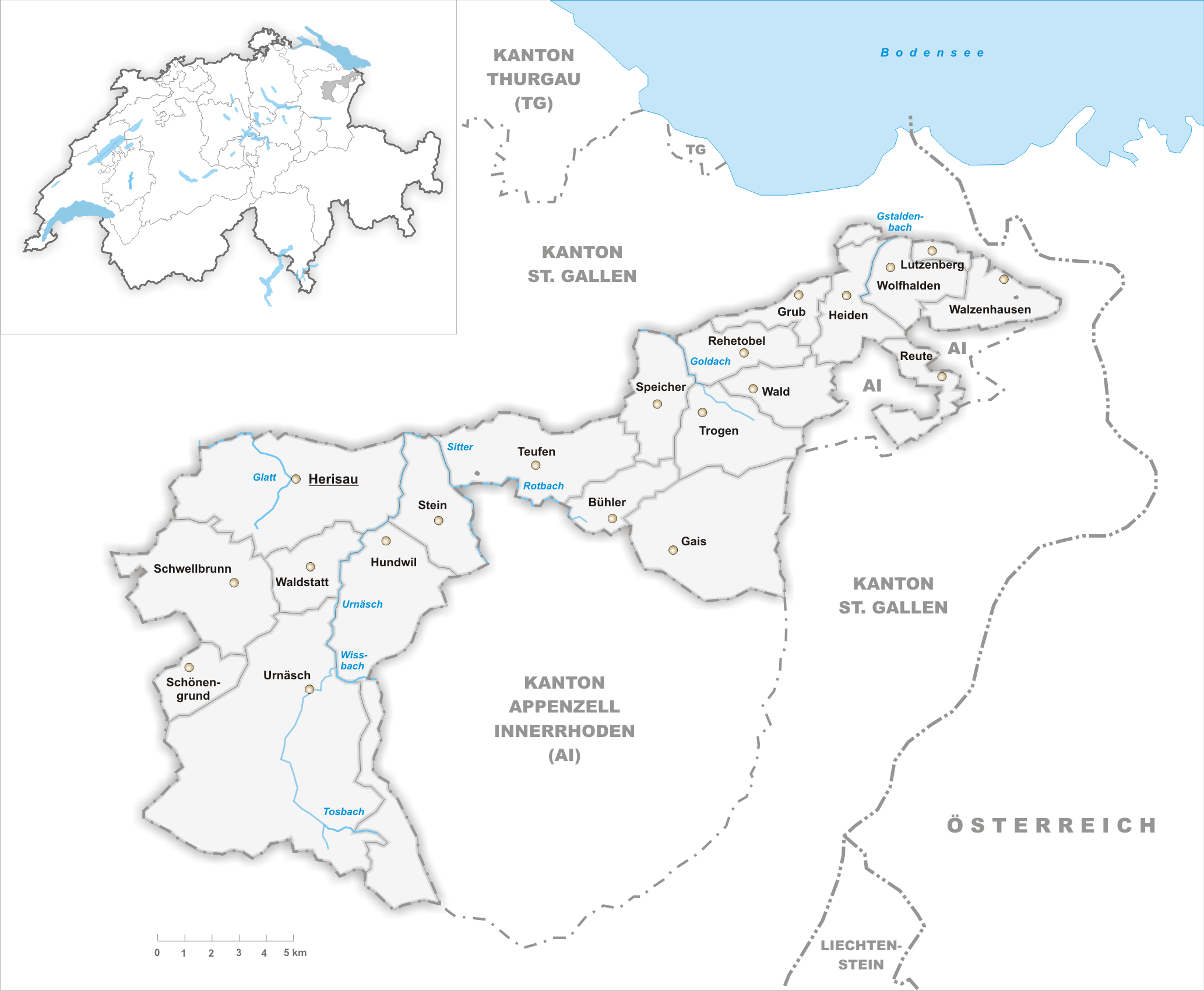
Mapa obcí kantonu Appenzell Ausserrhoden

Po rozdělení země se šest okrsků, tzv. Rhodů nerozděleného kantonu Appenzell, které nyní patřily do území Ausserrhodenu, stalo stejnojmennými obcemi s převážně stejnými hranicemi. Na hranici s nově vzniklým Innerrhodenem došlo k určitým změnám v průběhu hranice.
Postupem času se mnoho obcí rozdělilo, až nakonec kolem roku 1749, kdy se Stein oddělil od Hundwilu, vzniklo dnešní rozdělení na 20 obcí, zvaných Einwohnergemeinden.
Níže je uvedeno sedm z celkem dvaceti obcí s více než 2 000 obyvateli k 31. prosinci 2020:
| Obec         | Počet obyvatel (k 31.12.2020) |
| ------------ | ----------------------------- |
| Herisau      | 15 649                        |
| Teufen       | 6364                          |
| Speicher     | 4434                          |
| Heiden       | 4188                          |
| Gais         | 3066                          |
| Urnäsch      | 2263                          |
| Walzenhausen | 2031                          |

### Okresy

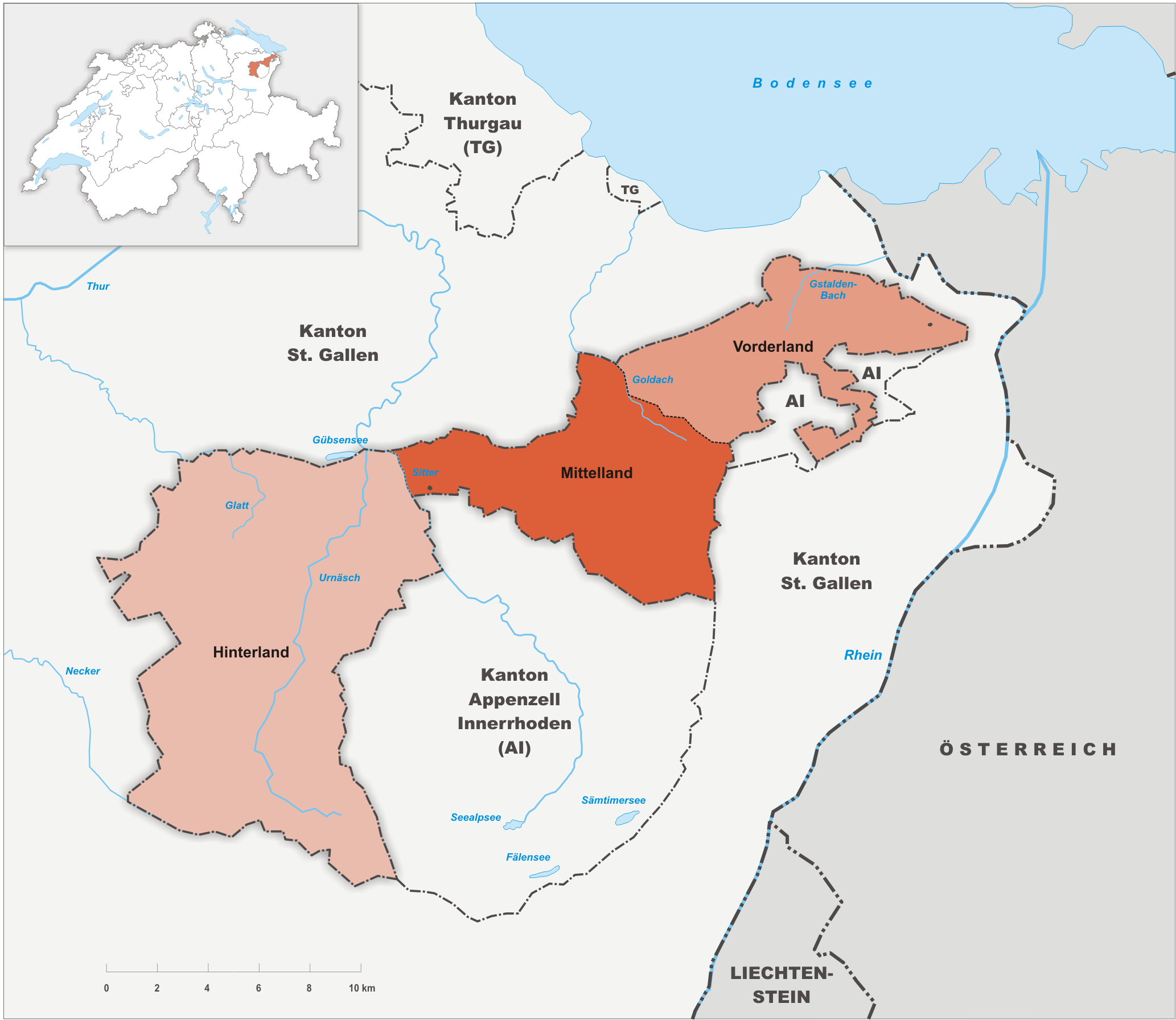
Bývalé okresy kantonu

V roce 1858 bylo zavedeno rozdělení kantonu na tři okresy. Oficiálně byly okresní správy zrušeny v roce 1995. Toto dělení však je i dnes zakotveno ve třech regionech odpovídajících bývalým okresům a je stále velmi časté v každodenním životě (například v názvech sportovních akcí a klubů). Také matriční úřady jsou strukturovány podle tří bývalých okresů a Spolkový statistický úřad (BFS) na žádost kantonu nadále čísluje obce podle starého správního členění.
Tři bývalé okresy jsou:
- Hinterland (obce: Herisau (okresní město), Hundwil, Schönengrund, Schwellbrunn, Stein, Urnäsch, Waldstatt).
- Mittelland (obce: Bühler, Gais, Speicher, Teufen (okresní město), Trogen)
- Vorderland (obce: Grub, Heiden (okresní město), Lutzenberg, Rehetobel, Reute, Wald, Walzenhausen, Wolfhalden)

## Doprava

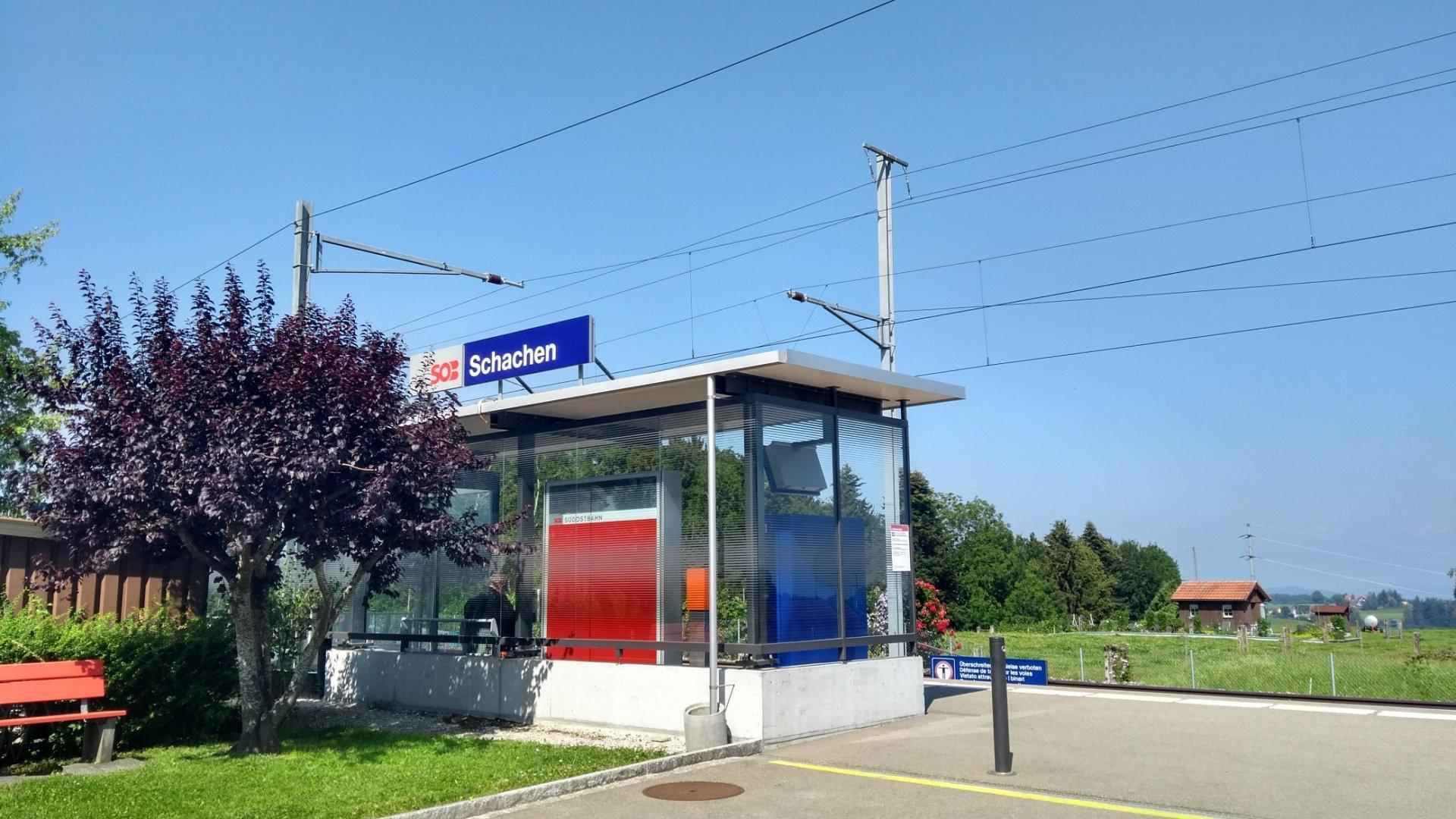
Železniční zastávka Schachen (Herisau)

Kantonální silniční síť má celkem 227 kilometrů, z toho
- 6 km kantonálních dálnic,
- 82 km hlavních silnic,
- 53 km regionálních silnic a
- 86 km místních spojovacích komunikací.

V roce 2021 činila míra automobilizace (počet osobních automobilů na 1000 obyvatel) 585. Na území Ausserrhodenu se nenachází žádná celostátní dálnice a ani metr trati SBB.
Četné soukromé železnice v Appenzellu hrály průkopnickou roli ve švýcarském železničním systému. Většinou se jedná o úzkorozchodné železnice, z nichž některé mají ozubnicové úseky. Rorschach-Heiden-Bergbahn (RHB), jedna z mála ozubnicových železnic s normálním rozchodem na světě, zaujímá zvláštní postavení. Od 1. července 2006 jsou appenzellské železnice sjednoceny pod hlavičkou společnosti Appenzeller Bahnen (AB).